# Provinca La Vega
La Vega (španska izgovarjava: [la ˈβeɣa]) je provinca Dominikanske republike. Do leta 1992 je bila del skupne province s provinco Monseñor Nouel.

## Občine in občinski okraji
Provinca je bila 20. junija 2006 razdeljena na naslednje občine in občinske okraje (D.M.-je):
- Concepción de La Vega
  - El Ranchito (D.M.)
  - Río Verde Arriba (D.M.)
- Constanza
  - La Sabina (D.M.)
  - Tireo (D.M.)
- Jarabacoa
  - Buena Vista (D.M.)
  - Manabao (D.M.)
- Jima Abajo
  - Rincón (D.M.)

Spodnja tabela prikazuje števila prebivalstev občin in občinskih okrajev iz popisa prebivalstva leta 2012. Mestno prebivalstvo vključuje prebivalce sedežev občin/občinskih okrajev, podeželsko prebivalstvo pa prebivalce okrožij (Secciones) in sosesk (Parajes) zunaj okrožij.
| Občina                | Skupno  | Mestno prebivalstvo | Podeželsko prebivalstvo |
| --------------------- | ------- | ------------------- | ----------------------- |
| Concepción de la Vega | 235,698 | 101,585             | 134,113                 |
| Constanza             | 85,240  | 40,019              | 45,221                  |
| Jarabacoa             | 69,855  | 32,585              | 37,270                  |
| Jima Abajo            | 29,685  | 27,796              | 1,889                   |
| Provinca La Vega      | 420,478 | 201,985             | 218,493                 |

Za celoten seznam občin in občinskih okrajev države, glej Seznam občin Dominikanske republike.  